# Rock the Nation Live!
Rock the Nation Live! är en DVD från Turnén Rock The Nation Tour, inspelad i Washington DC där Kiss spelade.

## Spellista
1. Love Gun
2. Deuce
3. Makin' Love
4. Lick It Up
5. Christine Sixteen
6. She
7. Tears Are Falling
8. Got to Choose
9. I Love It Loud
10. Love Her All I Can
11. I Want You
12. Parasite
13. War Machine
14. 100,000 Years
15. Unholy
16. Shout It Out Loud
17. I Was Made for Lovin' You
18. Detroit Rock City
19. God Gave Rock & Roll To You
20. Rock & Roll All Nite

## Medverkande
- Paul Stanley - Gitarr och Sång
- Gene Simmons - bas och sång
- Tommy Thayer - gitarr och körsång
- Eric Singer - Trummor och körsång